# 17 listopada
17 listopada jest 321. (w latach przestępnych 322.) dniem w kalendarzu gregoriańskim. Do końca roku pozostaje 44 dni.

## Święta
- Imieniny obchodzą: Alfeusz, Arabella, Dionizy, Drogomir, Drogoradz, Elżbieta, Floryn, Grzegorz, Hugo, Hugon, Jan, Jozafat, Roch, Salomea, Sulibor, Wiktoria, Zacheusz i Zbysław
- Azerbejdżan – Dzień Narodowego Odrodzenia
- Czechy, Słowacja – Dzień Walki o Wolność i Demokrację
- Demokratyczna Republika Konga – Święto Armii
- Międzynarodowe:
  - Międzynarodowy Dzień Studenta upamiętniający krwawo stłumioną demonstrację czechosłowackich studentów przeciwko nazistowskiej agresji z 1939 roku; święto obchodzone z inicjatywy Europejskiego Forum Studentów[1]
  - Światowy Dzień Wcześniaka[2] (od 2012 z inicjatywy Europejskiej Fundacji na rzecz Opieki nad Noworodkami, EFCNI)
  - międzynarodowy Dzień Baklawy[3]
- Polska – Dzień bez Długów[4] (od 2009)
- Wyspy Marshalla – Dzień Prezydenta
- Wspomnienia i święta w Kościele katolickim[5][6] obchodzą:
  - św. Anian (zm. 453; biskup Orleanu)
  - św. Dionizy (biskup)
  - św. Elżbieta Węgierska
  - św. Grzegorz Cudotwórca
  - św. Grzegorz z Tours
  - św. Hilda z Whitby (ksieni)
  - św. Hugo(n) z Lincoln (biskup)
  - męczennicy z Paragwaju: św. Roch González de Santa Cruz, św. Alfons Rodríguez, św. Jan de Castillo

## Wydarzenia w Polsce
- 1370 – Ludwik Węgierski został królem Polski.
- 1735 – W dobrach Schaffgotschów w Karkonoszach została utworzona specjalna gmina górska Gebirgsbauden, w skład której weszły: Karpacz Górny, Borowice, Wilcza Poręba i Budniki.
- 1847 – W Berlinie zakończył się proces wielkopolskich powstańców i działaczy niepodległościowych. Skazano 117 osób, z tego 8 na karę śmierci.
- 1856 – Odbył się pierwszy pochówek na Starym Cmentarzu Żydowskim we Wrocławiu.
- 1863 – Powstanie styczniowe: zwycięstwo powstańców w bitwie pod Rossoszem.
- 1892 – Założono Polską Partię Socjalistyczną.
- 1918 – Naczelnik Państwa Józef Piłsudski powołał rząd Jędrzeja Moraczewskiego.
- 1920 – Weszła w życie konstytucja Wolnego Miasta Gdańska.
- 1923 – Rozpoczęła działalność Transatlantycka Centrala Radiotelegraficzna.
- 1928 – Odbył się pierwszy zjazd Polskiego Towarzystwa Ortopedycznego.
- 1939 – Niemcy zamknęli Katolicki Uniwersytet Lubelski.
- 1942 – W nocy z 16 na 17 listopada żołnierze AK wykoleili 5 pociągów na liniach Radom-Dęblin-Łuków-Terespol.
- 1945 – W Teatrze im. Stefana Jaracza w Olsztynie wystawiono pierwsze przedstawienie w języku polskim.
- 1961 – Premiera filmu psychologicznego Nafta w reżyserii Stanisława Lenartowicza.
- 1972 – Ministerstwo Łączności wydało rozporządzenie o wprowadzeniu od 1 stycznia 1973 roku systemu kodów pocztowych.
- 1975 – Premiera filmu wojennego Opadły liście z drzew w reżyserii Stanisława Różewicza.
- 1989:
  - W Warszawie zdemontowano pomnik Feliksa Dzierżyńskiego, a plac jego imienia przemianowano na Plac Bankowy.
  - Wyemitowano ostatnie główne wydanie Dziennika Telewizyjnego.
- 1997 – Premiera komedii sensacyjnej Kiler w reżyserii Juliusza Machulskiego.
- 2000:
  - Daniel Olbrychski zniszczył przy użyciu szabli kilka fotosów filmowych podczas ekspozycji pracy Naziści autorstwa Piotra Uklańskiego w galerii „Zachęta” w Warszawie.
  - Na Giełdzie Papierów Wartościowych w Warszawie wdrożono system informatyczny WARSET.
  - Premiera filmu Daleko od okna w reżyserii Jana Jakuba Kolskiego.
- 2002 – Tadeusz Mazowiecki wystąpił z Unii Wolności.
- 2004 – Ksiądz prałat Henryk Jankowski został odwołany z funkcji proboszcza bazyliki św. Brygidy w Gdańsku.
- 2006 – 4 osoby zginęły, jedna została ranna w katastrofie kolejowej na przejeździe w Gołaszynie (woj. wielkopolskie).
- 2007 – W ostatnim meczu eliminacyjnym rozegranym na Stadionie Śląskim w Chorzowie Polska pokonała 2:0 Belgię i zapewniła sobie pierwszy w historii awans do turnieju finałowego Mistrzostw Europy w Piłce Nożnej.
- 2012 – Janusz Piechociński został wybrany na stanowisko prezesa PSL.

## Wydarzenia na świecie

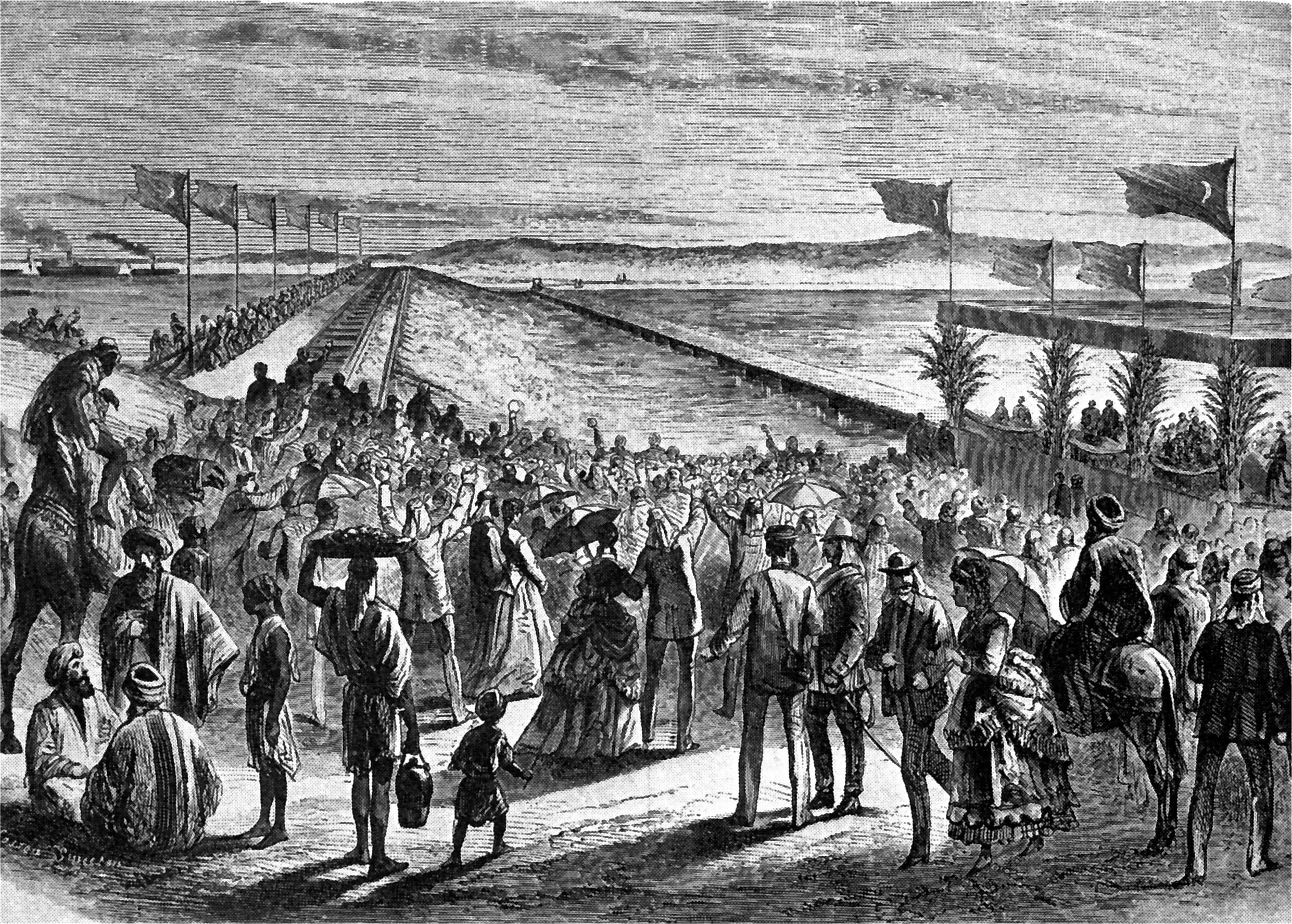
Otwarcie Kanału Sueskiego (1869)

- 3 p.n.e. – Według obliczeń Klemensa z Aleksandrii data narodzin Jezusa Chrystusa.
- 284 – Wojsko rzymskie obwołało cesarzem Dioklecjana.
- 1183 – Wojna Gempei w Japonii: zwycięstwo rodu Taira nad rodem Minamoto w bitwie pod Mizushimą.
- 1225 – Zawarto układ pokojowy na mocy którego Albrecht II z Orlamünde przekazał Holsztyn Adolfowi IV.
- 1292 – Jan Balliol został wybrany na króla Szkocji.
- 1328 – Król Węgier Karol Robert nadał osadzie Cremnychbanya (obecnie Kremnica na Słowacji) prawa górnicze i mennicze oraz przywileje wolnego królewskiego miasta górniczego i menniczego.
- 1494 – Wojska francuskie pod wodzą króla Karola VIII Walezjusza wkroczyły do Florencji.
- 1525 – Wódz Wielkich Mogołów Babur wyruszył z Kabulu w swoją piątą i ostatnią kampanię do Indii.
- 1558 – Elżbieta I Tudor została królową Anglii.
- 1626 – Wojna chłopska w Austrii: stoczono bitwę pod Vöcklabruck.
- 1633 – Premiera sztuki Ryszard III Williama Szekspira.
- 1659 – Hiszpania i Francja zawarły tzw. pokój pirenejski.
- 1750 – Otwarto Westminster Bridge w Londynie.
- 1775 – Założono miasto Kuopio w Finlandii.
- 1795 – Giacomo Maria Brignole został po raz drugi dożą Genui.
- 1796:
  - I koalicja antyfrancuska: zwycięstwo wojsk francuskich nad austriackimi w bitwie pod Arcole.
  - Paweł I Romanow został cesarzem Rosji.
- 1797:
  - Francuzi utworzyli we Włoszech marionetkową Republikę Ankony.
  - W Mediolanie podpisano nowy układ pomiędzy Legionami Polskimi a Republiką Cisalpińską. Poprzedni układ z Republiką Lombardzką utracił ważność, ponieważ została ona wchłonięta przez Republikę Cisalpińską.
- 1800 – Kongres Stanów Zjednoczonych po raz pierwszy zebrał się na obradach w Waszyngtonie.
- 1810 – Wybuchła wojna angielsko-szwedzka.
- 1820 – Amerykański kapitan Nathaniel Palmer jako pierwszy dostrzegł z pokładu swego statku Półwysep Antarktyczny.
- 1834 – Arthur Wellesley został po raz drugi premierem Wielkiej Brytanii.
- 1839 – W Mediolanie odbyła się premiera pierwszej opery Giuseppe Verdiego Oberto, Conte di San Bonifacio.
- 1858:
  - Francja anektowała niezamieszkany Atol Clippertona na północnym Pacyfiku.
  - Wprowadzono zmodyfikowaną datę juliańską.
- 1860:
  - Ogłoszono deklarację niepodległości Królestwa Araukanii i Patagonii, którego królem został obwołany przez zgromadzenie wodzów Indian Mapucze francuski prawnik i awanturnik Orelie-Antoine de Tounens.
  - Została uruchomiona latarnia morska w Punta del Este w Urugwaju.
- 1868 – Brytyjski astronom Norman Robert Pogson odkrył planetoidę (107) Camilla.
- 1869 – Otwarto Kanał Sueski.
- 1871 – W Nowym Jorku założono Narodowe Stowarzyszenie Strzeleckie Ameryki.
- 1873 – Z połączenia leżących naprzeciwko siebie trzech naddunajskich miast (Budy, Óbudy i Pesztu) utworzono Budapeszt.
- 1874 – 469 osób zginęło na południowym Atlantyku w wyniku pożaru i zatonięcia płynącego z Anglii do Nowej Zelandii statku „Cospatrick”. Po 10 dniach uratowano trzech rozbitków.
- 1878 – W Neapolu anarchista Giovanni Passannante usiłował zasztyletować króla Włoch Humberta I.
- 1892 – Sándor Wekerle(inne języki) został premierem Królestwa Węgier.
- 1898 – W Mediolanie odbyła się premiera opery Fedora Umberto Giordano.
- 1899 – Założono miasto Graneros w środkowym Chile.
- 1903 – Podczas odbywającego się w Brukseli swego II zjazdu Socjaldemokratyczna Partia Robotnicza Rosji podzieliła się na frakcje bolszewików i mienszewików.
- 1905:
  - Japonia zmusiła Koreę do podpisania traktatu o przyjęciu protektoratu.
  - Wilhelm IV został wielkim księciem Luksemburga.
- 1915 – I wojna światowa: na kanale La Manche zatonął po wejściu na niemiecką minę brytyjski statek szpitalny HMHS „Anglia”, w wyniku czego zginęły 134 osoby.
- 1917 – I wojna światowa: zwycięstwo floty niemieckiej nad brytyjską w II bitwie koło Helgolandu.
- 1922 – Obalony ostatni sułtan turecki Mehmed VI udał się na wygnanie do Włoch.
- 1933:
  - Powstał Urząd Polityki Rasowej NSDAP.
  - Premiera amerykańskiej komedii filmowej pt. Kacza zupa w reżyserii Leo McCareya i z udziałem braci Marx.
- 1939:
  - Dwa dni po pogrzebie zabitego przez Niemców studenta Jana Opletala, w czasie którego doszło do protestów przeciwko niemieckiej okupacji Czech i Moraw, z rozkazu Adolfa Hitlera zamknięto czeskie (czeskojęzyczne) wyższe uczelnie, aresztowano setki studentów i wykładowców, a 9 z nich (Josef Adamec, Jan Černý, Marek Frauwirth, Jaroslav Klíma, Bedřich Koula, Josef Matoušek, František Skorkovský, Václav Šaffránek i Jan Weinert) zostało straconych.
  - Premiera amerykańskiego dramatu historycznego Tower of London w reżyserii Rowlanda V. Lee(inne języki).
  - W Paryżu powstał czechosłowacki rząd emigracyjny.
- 1941 – Z islandzkiego Hvalfjörður do Archangielska wypłynął konwój arktyczny PQ-4 z aliancką pomocą dla ZSRR.
- 1942 – Kampania śródziemnomorska: u wybrzeży Algierii brytyjskie samoloty zatopiły niemieckiego U-Boota U-331, w wyniku czego zginęło 32 z 49 członków załogi.
- 1943 – Wojna na Pacyfiku: amerykański niszczyciel USS „McKean” został trafiony japońską torpedą lotniczą, w wyniku czego zginęło 64 członków załogi i 52 marines.
- 1944:
  - Juho Paasikivi został premierem Finlandii.
  - Komunistyczni partyzanci wraz z mieszkańcami miasta wyzwolili Tiranę spod okupacji niemieckiej.
- 1948:
  - Założono najstarszy w Nigerii Uniwersytet w Ibadanie.
  - Został wycofany ze służby krążownik „Aurora”.
- 1950 – Tenzin Gjaco został XIV Dalajlamą.
- 1951 – Uruchomiono brytyjski komputer LEO I.
- 1953 – Sakari Tuomioja został premierem Finlandii.
- 1956 – Dokonano oblotu francuskiego myśliwca Dassault Mirage III.
- 1962 – Otwarto Port lotniczy Waszyngton-Dulles.
- 1963 – W Austrii otwarto Europabrücke, będący do 2004 roku najwyższym wiaduktem w Europie.
- 1967 – Raúl Ferrero Rebagliati(inne języki) został premierem Peru.
- 1968 – Agenci Mosadu przechwycili 200 ton tlenku uranu niezbędnego do produkcji izraelskiej bomby atomowej, który był przewożony statkiem „Scheersberg A” z Antwerpii do Palermo (operacja „Plumbat”).
- 1969 – W Helsinkach rozpoczęły się amerykańsko-radzieckie rokowania rozbrojeniowe SALT 1.
- 1970:
  - Douglas Engelbart opatentował mysz komputerową.
  - W Irlandii zakończył się trwający od 1 maja strajk pracowników banków.
- 1971 – W Hamburgu reprezentacja RFN zremisowała bezbramkowo z Polską w meczu eliminacyjnym do Mistrzostw Europy w Piłce Nożnej.
- 1973 – W Atenach wojsko dokonało masakry nie stawiających oporu studentów politechniki, protestujących przeciwko rządom junty czarnych pułkowników.
- 1974:
  - Sadi Irmak został premierem Turcji.
  - W pierwszych od 1964 roku wolnych wyborach parlamentarnych w Grecji zwyciężyła centroprawicowa Nowa Demokracja.
- 1979 – Amata Kabua został pierwszym prezydentem Wysp Marshalla.
- 1980:
  - W Surrey w Kolumbii Brytyjskiej kanadyjski seryjny morderca dzieci i nastolatków Clifford Olson uprowadził i zamordował pierwszą ze swych 11 ofiar.
  - Yoko Ono i John Lennon wydali album Double Fantasy.
- 1982 – Południowokoreański bokser Kim Duk-koo zmarł wskutek obrażeń doznanych w stoczonej 13 listopada w Las Vegas walce z Amerykaninem Rayem Mancinim o mistrzostwo świata WBA w wadze lekkiej.
- 1983 – W meksykańskim stanie Chiapas powstała Zapatystowska Armia Wyzwolenia Narodowego (EZLN).
- 1986 – Szef koncernu Renault Georges Besse(inne języki) został zamordowany przed swym domem w Paryżu przez terrorystów z ugrupowania Action directe.
- 1989 – Legalna demonstracja studentów w Pradze została stłumiona przez milicję. Pogłoska o śmierci studenta spowodowała ogłoszenie strajku aktorów i studentów, dając początek aksamitnej rewolucji w Czechosłowacji.
- 1990 – Powstała Nachiczewańska Republika Autonomiczna.
- 1991:
  - Papież Jan Paweł II kanonizował karmelitę bosego Józefa Kalinowskiego (w zakonie ojca Rafała od św. Józefa).
  - Założono Europejską Federację Piłki Ręcznej (EHF) z siedzibą w Wiedniu.
- 1993 – W Nigerii gen. Sani Abacha obalił cywilny rząd Ernesta Shonekana i przejął władzę.
- 1996 – Emil Constantinescu pokonał urzędującego prezydenta Iona Iliescu w II turze wyborów prezydenckich w Rumunii.
- 1997 – 62 osoby zginęły w ataku bojówek muzułmańskich w egipskim Luksorze.
- 1999 – Mohamed Ghannouchi został premierem Tunezji.
- 2000:
  - Janez Drnovšek został po raz drugi premierem Słowenii.
  - Oskarżony o korupcję prezydent Peru Alberto Fujimori uciekł do Japonii.
- 2002:
  - Były premier Włoch Giulio Andreotti został skazany przez sąd apelacyjny w Perugii na karę 24 lat pozbawienia wolności za zlecenie mafii zabójstwa dziennikarza. Rok później uniewinnił go Sąd Najwyższy.
  - Mário Pires został premierem Gwinei Bissau.
- 2003 – Arnold Schwarzenegger rozpoczął urzędowanie jako 38. gubernator stanu Kalifornia.
- 2005 – W wyborach prezydenckich na Sri Lance urzędujący premier Mahinda Rajapaksa pokonał byłego premiera Ranila Wickremesinghe.
- 2006 – W niemieckim Guben otwarto tzw. Plastinarium, zajmujące się preparowaniem i wystawianiem ludzkich zwłok.
- 2007 – W Finlandii po raz pierwszy sfotografowano tzw. łuk Kerna, bardzo rzadkie atmosferyczne zjawisko optyczne, wywoływane przez płatkowe kryształy lodu o podstawie prawie trójkątnej.
- 2008 – Sąd Najwyższy Nepalu nakazał legalizację małżeństw homoseksualnych.
- 2010 – 74% głosujących w referendum na Madagaskarze opowiedziało się za przyjęciem nowej konstytucji.
- 2012 – 51 osób, w tym 47 dzieci zginęło w wyniku zderzenia autobusu szkolnego z pociągiem w mieście Manfalut w Egipcie.
- 2013:
  - 50 osób zginęło w katastrofie lotu Tatarstan Airlines 363 w stolicy Tatarstanu Kazaniu.
  - Abdullah Jamin został prezydentem Malediwów.
  - Giorgi Margwelaszwili został prezydentem Gruzji.
- 2015 – Dacian Cioloș został premierem Rumunii.
- 2018:
  - Ibrahim Mohamed Solih został prezydentem Malediwów.
  - We Francji doszło do pierwszych protestów społecznych ruchu żółtych kamizelek.
- 2019 – W chińskim Wuhan stwierdzono pierwszy przypadek zachorowania na COVID-19.
- 2023:
  - Luc Frieden został premierem Luksemburga.
  - Mohamed Muizzu został prezydentem Malediwów.

## Eksploracja kosmosui zdarzenia astronomiczne
- 1970 – Na Księżycu wylądowała radziecka sonda kosmiczna Łuna 17 wraz ze sterowanym z Ziemi pojazdem księżycowym Łunochod 1.
- 1981 – Gwiazda Nunki w gwiazdozbiorze Strzelca została zakryta przez Wenus.
- 2011 – Zakończyła się bezzałogowa chińska misja kosmiczna Shenzhou 8.

## Urodzili się
- 9 – Wespazjan, cesarz rzymski (zm. 79)
- 1293 – Filip V Wysoki, król Francji i Nawarry (zm. 1322)
- 1412 – Zanobi Strozzi(inne języki), włoski malarz, miniaturzysta (zm. 1468)
- 1433 – Ferdynand Aviz, książę portugalski (zm. 1470)
- 1503 – Agnolo Bronzino, włoski malarz (zm. 1572)
- 1516 – Klemens Janicki, polski poeta nowołaciński, humanista (zm. ok. 1543)
- 1545 – Bruno I von Mansfeld, niemiecki arystokrata (zm. 1615)
- 1562 – Elżbieta Magdalena, księżniczka piastowska (zm. 1630)
- 1582 – Jerzy, książę Brunszwiku i Hanoweru (zm. 1641)
- 1587 – Joost van den Vondel, niderlandzki dramatopisarz, poeta (zm. 1679)
- 1597 – Henry Gellibrand, angielski matematyk, astronom, wykładowca akademicki (zm. 1637)
- 1602 – Agnieszka Galand, francuska dominikanka, mistyczka, stygmatyczka, błogosławiona (zm. 1634)
- 1612:
  - Dorgon, mandżurski książę, generał, regent Chin (zm. 1650)
  - Pierre Mignard, francuski malarz (zm. 1695)
  - Frans Post, holenderski malarz (zm. 1680)
- 1629 – Angelo Solimena(inne języki), włoski malarz (zm. 1716)
- 1631:
  - Ludwig Gebhard von Hoym, królewsko-polski i elektorsko-saski rzeczywisty tajny radca, minister saski (zm. 1711)
  - Marek z Aviano, włoski kapucyn, kaznodzieja, błogosławiony (zm. 1699)
- 1665 – Carlo Colonna, włoski kardynał (zm. 1739)
- 1666 – Benedetto Luti, włoski malarz (zm. 1724)
- 1680 – Henning Friedrich Bassewitz, niemiecki dyplomata (zm. 1749)
- 1685 – Pierre Gaultier de Varennes(inne języki), francuski podróżnik, odkrywca (zm. 1749)
- 1690 – Noël Nicolas Coypel(inne języki), francuski malarz (zm. 1734)
- 1705 – Karl Georg Friedrich von Flemming, saski dyplomata, polityk (zm. 1767)
- 1706 – Niccolò Serra, włoski kardynał, nuncjusz apostolski (zm. 1767)
- 1708 – Simone Buonaccorsi, włoski kardynał (zm. 1776)
- 1717 – William Nassau de Zuylestein, brytyjski arystokrata, polityk, dyplomata pochodzenia holenderskiego (zm. 1781)
- 1729 – Maria Antonietta Burbon, infantka hiszpańska, królowa Sardynii (zm. 1785)
- 1737 – Karol Jeremiasz Bérauld du Pérou, francuski jezuita, męczennik, błogosławiony (zm. 1792)
- 1747 – Dionizy Stanetti von Falkenfels, austriacki inżynier górniczy (zm. 1824)
- 1749:
  - Nicolas Appert, francuski wynalazca (zm. 1841)
  - Johann Erich Biester, niemiecki dziennikarz, popularyzator wiedzy (zm. 1816)
- 1751 – Johann Michael Sailer, niemiecki duchowny katolicki, biskup Ratyzbony, teolog (zm. 1832)
- 1752 – Jan Flemming, polski urzędnik dworski, miecznik wielki koronny (zm. 1830)
- 1753 – Francesc Antoni de la Dueña y Cisneros, hiszpański duchowny katolicki, biskup Seo de Urgel i współksiążę episkopalny Andory (zm. 1821)
- 1755 – Ludwik XVIII, król Francji (zm. 1824)
- 1762 – Gottfried Ernst Groddeck, niemiecki filolog klasyczny, krytyk literacki, tłumacz, numizmatyk, wykładowca akademicki (zm. 1825)
- 1765 – Étienne-Jacques-Joseph Macdonald, francuski polityk, dowódca wojskowy, marszałek Francji pochodzenia szkockiego (zm. 1840)
- 1772:
  - Giorgio Doria Pamphili, włoski kardynał (zm. 1837)
  - Horace Sébastiani, francuski generał, dyplomata, polityk, marszałek i par Francji (zm. 1851)
- 1773:
  - Mihály Csokonai Vitéz, węgierski poeta (zm. 1805)
  - Franz Pabel, niemiecki przewodnik turystyczny (zm. 1861)
- 1776:
  - Friedrich Christoph Schlosser, niemiecki historyk (zm. 1861)
  - Robert Trimble, amerykański prawnik, sędzia Sądu Najwyższego (zm. 1828)
- 1778 – Marcin Amor Tarnowski, polski hrabia, pułkownik, uczestnik insurekcji kościuszkowskiej (zm. 1862)
- 1790:
  - August Ferdinand Möbius, niemiecki matematyk, astronom (zm. 1868)
  - João Carlos Saldanha de Oliveira e Daun, portugalski wojskowy, polityk, premier Portugalii (zm. 1876)
- 1793:
  - Charles Lock Eastlake, brytyjski malarz (zm. 1865)
  - Konstanty Świdziński, polski kolekcjoner dzieł sztuki, bibliofil, mecenas i donator ośrodków polskiej kultury narodowej (zm. 1855)
- 1800 – Achille Fould, francuski finansista, polityk pochodzenia żydowskiego (zm. 1867)
- 1807 – Iwan Kapuszczak, ukraiński działacz polityczny i społeczny (zm. 1868)
- 1813:
  - Wilhelm Beyer, polski inżynier, uczestnik powstania listopadowego (zm. 1874)
  - Charles Blanc, francuski historyk, krytyk sztuki, rytownik (zm. 1882)
- 1816 – August Wilhelm Ambros, austriacki kompozytor (zm. 1876)
- 1818 – Piotr Hoser, polski ogrodnik pochodzenia niemieckiego (zm. 1904)
- 1824 – Aniela Dembowska, polska publicystka (zm. 1901)
- 1827 – Petko Sławejkow, bułgarski poeta, folklorysta, publicysta, polityk (zm. 1895)
- 1828 – Walentyn Paquay, belgijski franciszkanin, błogosławiony (zm. 1905)
- 1831 – Adelaide Ironside, australijska malarka, pisarka, poetka (zm. 1867)
- 1833 – Lucjan Rydel, polski okulista (zm. 1895)
- 1835 – Władysław Dudrewicz, polski chemik, wykładowca akademicki (zm. 1872)
- 1836 – Joseph Jessing, niemiecki duchowny katolicki, Sługa Boży (zm. 1899)
- 1839 – Henryk Stroka, polski pisarz, pedagog, uczestnik powstania styczniowego (zm. 1896)
- 1840:
  - Hermann Heiberg, niemiecki pisarz (zm. 1910)
  - Lawrence Parsons, brytyjski astronom (zm. 1908)
- 1841 – Ludwig von Tiedemann, niemiecki architekt (zm. 1908)
- 1845:
  - Aleksander, książę Bentheim i Steinfurt, generał (zm. 1919)
  - Édouard Dessommes, amerykański pisarz francuskojęzyczny (zm. 1908)
  - Maria Luiza Hohenzollern-Sigmaringen, hrabina Flandrii (zm. 1912)
- 1846 – Teofil Ciesielski, polski botanik, pszczelarz, wydawca, redaktor (zm. 1916)
- 1848 – Hiizu Miyake, japoński patolog, wykładowca akademicki (zm. 1938)
- 1850:
  - August Bernert, niemiecki polityk, burmistrz i nadburmistrz Raciborza (zm. 1920)
  - Max Spohr, niemiecki księgarz, poeta (zm. 1905)
- 1851 – Arthur Somerset, brytyjski arystokrata, major (zm. 1926)
- 1852 – Eugène Mougin, francuski łucznik (zm. 1923)
- 1854 – Louis Hubert Gonzalve Lyautey, francuski dowódca wojskowy, marszałek Francji, polityk (zm. 1934)
- 1855 – Andrzej Pawłowski, polski adwokat, polityk, burmistrz Jasła (zm. 1911)
- 1857:
  - Józef Babiński, francuski neurolog, neurochirurg pochodzenia polskiego (zm. 1932)
  - Eva Bonnier, szwedzka malarka, portrecistka (zm. 1909)
  - Aleksander Dębski, polski działacz socjalistyczny, polityk, senator RP (zm. 1935)
- 1861:
  - Archibald Lampman, kanadyjski poeta (zm. 1899)
  - Antoni Malecki, polski duchowny katolicki, biskup pomocniczy mohylewski, administrator apostolski Leningradu, działacz polonijny (zm. 1935)
  - Józef Rada, hiszpański augustianin, rekolekta, męczennik, błogosławiony (zm. 1936)
- 1862 – Władimir Burcew, rosyjski ziemianin, publicysta, wydawca, działacz rewolucyjny (zm. 1942)
- 1865:
  - Eugen Czaplewski, niemiecki lekarz, bakteriolog, wykładowca akademicki (zm. 1945)
  - John S. Plaskett, kanadyjski astronom, konstruktor instrumentów astronomicznych (zm. 1941)
- 1866:
  - Voltairine de Cleyre, amerykańska anarchistka, pisarka (zm. 1912)
  - Stanisław Łobaczewski, polski ziemianin, prawnik, adwokat, działacz społeczny (zm. ?)
- 1868:
  - Jaroslav Bidlo, czeski historyk (zm. 1937)
  - Korbinian Brodmann, niemiecki neurolog (zm. 1918)
  - Ludwik Dydyński, polski neurolog, balneolog (zm. 1944)
  - Paul Hirsch, niemiecki polityk, premier Prus (zm. 1940)
- 1869 – Klemens Szeptycki, ukraiński duchowny greckokatolicki, studyta, męczennik, błogosławiony, polityk (zm. 1951)
- 1870 – Maksymilian, książę Saksonii (zm. 1951)
- 1871 – Bolesław Kraupa, polski generał brygady (zm. 1924)
- 1872 – Edvard Engelsaas, norweski łyżwiarz szybki (zm. 1902)
- 1873:
  - Stanisław Tomasz Włodek, polski działacz narodowy, polityk, poseł na Sejm Ustawodawczy (zm. 1930)
  - Janina Zakrzewska, polska nauczycielka, działaczka społeczna, tłumaczka (zm. 1941)
- 1874:
  - Edmund Bieder, polski nauczyciel, porucznik kawalerii, poeta, publicysta (zm. 1937)
  - Burnett Hillman Streeter, brytyjski duchowny anglikański, biblista (zm. 1937)
- 1875:
  - Birger Eriksen, norweski pułkownik (zm. 1958)
  - Leon Rygier, polski poeta, prozaik, publicysta, nauczyciel, tłumacz (zm. 1948)
- 1876:
  - Hesketh Hesketh-Prichard, brytyjski major, myśliwy, krykiecista, pisarz, podróżnik (zm. 1922)
  - August Sander, niemiecki fotograf (zm. 1964)
- 1877 – Frank Calder, kanadyjski działacz sportowy pochodzenia szkockiego (zm. 1943)
- 1878:
  - Grace Abbott, amerykańska pracownica socjalna, urzędniczka państwowa (zm. 1939)
  - Berta Lask, niemiecka pisarka, dziennikarka pochodzenia żydowskiego (zm. 1967)
  - Lise Meitner, austriacka fizyk jądrowa pochodzenia żydowskiego (zm. 1968)
  - Stanisław Zdziarski, polski historyk literatury, slawista, folklorysta (zm. 1928)
- 1880 – Bronisław Karol Sikorski, polski generał brygady (zm. 1934)
- 1881 – Nazzareno de Angelis, włoski śpiewak operowy (bas) (zm. 1962)
- 1882:
  - Germaine Dulac, francuski reżyser filmowy, teoretyk filmu (zm. 1942)
  - Henryk Raabe, polski zoolog, wykładowca akademicki, polityk (zm. 1951)
- 1883:
  - Erik Granfelt, szwedzki gimnastyk, przeciągacz liny (zm. 1962)
  - Walfrid Hellman, szwedzki strzelec sportowy (zm. 1952)
  - Jan Natanson-Leski, polski historyk, geograf, wykładowca akademicki pochodzenia żydowskiego (zm. 1969)
- 1885 – Vladas Jurgutis, litewski duchowny katolicki, ekonomista, działacz społeczny (zm. 1966)
- 1886 – Janko Polić Kamov, chorwacki pisarz (zm. 1910)
- 1887 – Bernard Law Montgomery, brytyjski marszałek polny (zm. 1976)
- 1888:
  - Daniel Carroll, australijski i amerykański rugbysta (zm. 1956)
  - Sebastian Englert, niemiecki kapucyn, misjonarz, etnolog, językoznawca (zm. 1969)
  - Curt Goetz(inne języki), niemiecki reżyser filmowy, aktor (zm. 1960)
  - Stanisław Skwarczyński, polski generał brygady, polityk, poseł na Sejm RP (zm. 1981)
- 1890 – Anna Lehr, amerykańska aktorka (zm. 1974)
- 1891:
  - Stanisław Darski, polski prawnik, ekonomista, tenisista, polityk, minister żeglugi (zm. 1983)
  - Franz Jakob, niemiecki polityk, nadburmistrz Torunia (zm. 1965)
  - Herbert S. Walters, amerykański polityk, senator (zm. 1973)
- 1892:
  - Wiktor Biegański, polski aktor, reżyser, scenarzysta i producent filmowy (zm. 1974)
  - Paul Metz, duński hokeista na trawie (zm. 1975)
- 1893 – Alain Gerbault, francuski żeglarz (zm. 1941)
- 1894:
  - Richard Coudenhove-Kalergi, austriacki polityk (zm. 1972)
  - Piotr Grzegorczyk(inne języki), polski bibliograf, biograf (zm. 1968)
- 1895:
  - Michaił Bachtin, rosyjski literaturoznawca (zm. 1975)
  - Jaroslav Vedral, czechosłowacki generał brygady (zm. 1944)
- 1896:
  - Herbert O’Conor, amerykański polityk, senator (zm. 1960)
  - Lew Wygotski, rosyjski psycholog, pedagog (zm. 1934)
- 1897
  - Antoni Grudziński, pułkownik dyplomowany kawalerii (zm. 1981)
  - János Szabó, węgierski kierowca, uczestnik powstania węgierskiego (zm. 1957)
- 1899 – Sara Haden, amerykańska aktorka (zm. 1981)
- 1900 – Bolesław Łęczycki, polski rolnik, ogrodnik, polityk, poseł na Sejm PRL (zm. 1971)
- 1901:
  - Walter Hallstein, niemiecki prawnik, polityk, pierwszy przewodniczący Komisji Europejskiej (zm. 1982)
  - Iwan Pyrjew, rosyjski reżyser filmowy (zm. 1968)
  - Lee Strasberg, amerykański aktor, reżyser teatralny (zm. 1982)
- 1902 – Eugene Wigner, węgierski fizyk, laureat Nagrody Nobla (zm. 1995)
- 1903:
  - Wim Anderiesen, holenderski piłkarz (zm. 1944)
  - André Arbus, francuski rzeźbiarz, architekt wnętrz (zm. 1969)
  - Nicolaas Johannes Diederichs, południowoafrykański ekonomista, polityk, prezydent RPA (zm. 1978)
  - Marie-Louise Giraud, francuska przestępczyni (zm. 1943)
  - Józef Kamiński, polsko-izraelski wiolonczelista, kompozytor (zm. 1972)
  - Lucien Michard, francuski kolarz szosowy i torowy (zm. 1985)
  - Jerzy Walden, polski aktor, reżyser teatralny (zm. 1984)
- 1904:
  - Paul Chaudet, szwajcarski polityk, prezydent Szwajcarii (zm. 1977)
  - Salomėja Nėris, litewska poetka (zm. 1945)
  - Jack Owens(inne języki), amerykański muzyk bluesowy (zm. 1997)
  - Tadeusz Zabłocki, polski prawnik, publicysta (zm. 1997)
- 1905:
  - Mischa Auer, amerykański aktor pochodzenia rosyjskiego (zm. 1967)
  - Astryda Bernadotte, królowa Belgów (zm. 1935)
  - Ștefan Erdélyi, rumuński szachista pochodzenia węgierskiego (zm. 1968)
  - Antal Kocsis, węgierski bokser (zm. 1994)
  - Carl Marchese, amerykański kierowca wyścigowy, przedsiębiorca (zm. 1984)
  - Mieczysław Tomkiewicz, polski malarz, plakacista (zm. 1982)
  - Adam Ważyk, polski poeta, prozaik, eseista, tłumacz pochodzenia żydowskiego (zm. 1982)
  - Feliks Żuber, polski lekkoatleta, sprinter, podporucznik rezerwy piechoty (zm. 1940)
- 1906 – Sōichirō Honda, japoński przemysłowiec, pionier motoryzacji (zm. 1991)
- 1907:
  - Zygmunt Filipowicz, polski ekonomista, działacz katolicki, wykładowca akademicki, polityk, poseł na Sejm PRL (zm. 1984)
  - Israel Regardie, brytyjski pisarz, okultysta pochodzenia żydowskiego (zm. 1985)
  - Stanisław Sekutowicz, polski zoolog, kapitan pilot (zm. 1944)
- 1908:
  - Thore Enochsson, szwedzki lekkoatleta, długodystansowiec (zm. 1993)
  - Eduard Frühwirth, austriacki piłkarz, trener (zm. 1973)
  - Noël Lietaer, francuski piłkarz (zm. 1941)
  - Jerzy Nasierowski, polski prawnik, sędzia, adwokat, działacz Polskiego Państwa Podziemnego, polityk, poseł do KRN (zm. 1953)
  - Josef Andreas Pausewang, niemiecki malarz, rysownik (zm. 1955)
- 1910 – Józef Jankowski, polski pallotyn, męczennik, błogosławiony (zm. 1941)
- 1911:
  - Vilma Degischer, austriacka aktorka (zm. 1992)
  - Charles Walters, amerykański reżyser filmowy (zm. 1982)
- 1912 – Adam Niemiec, polski piłkarz, trener (zm. 1974)
- 1913:
  - Aleksander Bardini, polski aktor, reżyser teatralny i filmowy, pedagog pochodzenia żydowskiego (zm. 1995)
  - Christiane Desroches-Noblecourt, francuska archeolog, egiptolog (zm. 2011)
  - José María Hernández Garnica, hiszpański duchowny katolicki, Sługa Boży (zm. 1972)
  - Hellmut Kalbitzer, niemiecki polityk (zm. 2006)
- 1915 – Albert Malbois, francuski duchowny katolicki, biskup Évry-Corbeil-Essonnes (zm. 2017)
- 1916 – Adolf Pietrasiak, polski podporucznik pilot, as myśliwski (zm. 1943)
- 1917:
  - Robert Dunkerson Orr, amerykański polityk (zm. 2004)
  - Leandro Remondini, włoski piłkarz (zm. 1979)
  - Tadeusz Terlikowski, polski kapitan pilot (zm. 2018)
  - Fan Vavřincová(inne języki), czeska pisarka, scenarzystka telewizyjna (zm. 2012)
- 1918 – Jeannie Ebner, austriacka pisarka (zm. 2004)
- 1919 – Anatolij Dnieprow, rosyjski fizyk, pisarz science fiction (zm. 1975)
- 1920:
  - Camillo Felgen, luksemburski piosenkarz, autor tekstów, prezenter radiowy i telewizyjny (zm. 2005)
  - Jean Starobinski, szwajcarski filozof, krytyk literacki pochodzenia żydowskiego (zm. 2019)
  - Wiesław Śliwiński, polski urzędnik, ekonomista, działacz PTTK (zm. 1990)
- 1921:
  - Albert Bertelsen, duński malarz, grafik (zm. 2019)
  - Olivier Clément, francuski teolog prawosławny, pisarz (zm. 2009)
  - Edith Keller-Herrmann, niemiecka szachistka (zm. 2010)
  - Zdzisław Siedlewski, polski rzemieślnik, działacz spółdzielczy, polityk, poseł na Sejm PRL (zm. 1977)
  - Mieczysław Tomaszewski, polski muzykolog (zm. 2019)
- 1922:
  - Stanley Cohen, amerykański biochemik pochodzenia żydowskiego, laureat Nagrody Nobla (zm. 2020)
  - Witold Gracjan Kawalec, polski rzeźbiarz (zm. 2003)
  - Kazimierz Koszutski, polski prozaik, poeta (zm. 1996)
  - Ferdynand Solowski, polski aktor, szopkarz (zm. 2016)
  - Edward Zawada, polski chemik, polityk (zm. 2006)
- 1923 – Hubertus Brandenburg, niemiecki duchowny katolicki, biskup sztokholmski (zm. 2009)
- 1924:
  - Włodzimierz Oliwa, polski generał broni, polityk, członek WRON, minister administracji, gospodarki terenowej i ochrony środowiska (zm. 1989)
  - John Aloysius O’Mara, amerykański duchowny katolicki, biskup Saint Catharines (zm. 2022)
  - Aristides Pereira, kabowerdyjski polityk, prezydent Republiki Zielonego Przylądka (zm. 2011)
  - Zofia Raciborska, polska aktorka (zm. 2004)
- 1925:
  - Mari Aldon, amerykańska aktorka, tancerka baletowa pochodzenia litewskiego (zm. 2004)
  - Rock Hudson, amerykański aktor (zm. 1985)
  - Aristid Lindenmayer, węgierski biolog (zm. 1989)
  - Anatolij Parfionow, rosyjski zapaśnik (zm. 1993)
- 1926:
  - Vlasta Chramostová, czeska aktorka (zm. 2019)
  - Mieczysław Gogacz, polski filozof, wykładowca akademicki (zm. 2022)
  - Mirko Tremaglia, włoski prawnik, polityk (zm. 2011)
  - Christopher Weeramantry, lankijski prawnik, sędzia Międzynarodowego Trybunału Sprawiedliwości (zm. 2017)
- 1927:
  - Nathaniel Craley, amerykański polityk (zm. 2006)
  - Fenella Fielding, brytyjska aktorka (zm. 2018)
  - Raymond Offner, francuski koszykarz (zm. 1989)
  - Nicholas Taylor, kanadyjski geolog, przedsiębiorca, polityk (zm. 2020)
- 1928:
  - Arman, francusko-amerykański artysta (zm. 2005)
  - Rance Howard, amerykański aktor (zm. 2017)
  - Amata Kabua, marszalski polityk, prezydent Wysp Marshalla (zm. 1996)
  - Helena Kružíková, czeska aktorka (zm. 2021)
  - Friedrich Prinz, niemiecki historyk (zm. 2003)
  - Adam Witek, polski pilot szybowcowy (zm. 2013)
- 1929:
  - Edmund Piszcz, polski duchowny katolicki, arcybiskup metropolita warmiński (zm. 2022)
  - Jimmy Reece, amerykański kierowca wyścigowy (zm. 1958)
- 1930:
  - Leonard Boyle, nowozelandzki duchowny katolicki, biskup Dunedin (zm. 2016)
  - Zofia Gerlach(inne języki), polska lekarka, pisarka
  - Ham Heung-chul, południowokoreański piłkarz, bramkarz, trener (zm. 2000)
  - Marika Kallamata, albańska aktorka (zm. 2019)
  - Zdzisław Krasiński, polski ekonomista, polityk, minister ds. cen (zm. 2016)
  - Brian Lenihan, irlandzki polityk (zm. 1995)
  - Bob Mathias, amerykański lekkoatleta, wieloboista, polityk (zm. 2006)
  - Karl Merkatz, austriacki aktor (zm. 2022)
- 1931:
  - Antoni Ciszek, polski piłkarz, trener (zm. 2022)
  - Pierre Nora, francuski historyk (zm. 2025)
  - Amira Sartani, izraelska polityk
  - Henryk Sienkiewicz, polski inżynier górnik, pilot szybowcowy, polityk (zm. 2012)
  - Stefan Turnau, polski dydaktyk matematyki, wykładowca akademicki (zm. 2025)
- 1932:
  - Adam Dyczkowski, polski duchowny katolicki, biskup zielonogórsko-gorzowski (zm. 2021)
  - Czesław Wiśniewski, polski polityk, minister kultury i sztuki (zm. 2014)
- 1933:
  - Isao Iwabuchi, japoński piłkarz (zm. 2003)
  - Alphonse Lemoine, francuski judoka (zm. 2024)
- 1934:
  - Oscar Cruz, filipiński duchowny katolicki, arcybiskup Lingayen-Dagupan (zm. 2020)
  - Paul Henderson, kanadyjski żeglarz i działacz sportowy
  - Jim Inhofe, amerykański polityk, senator, burmistrz Tulsy (zm. 2024)
- 1935:
  - Alíz Kertész, węgierska gimnastyczka
  - Toni Sailer, austriacki narciarz alpejski, aktor, piosenkarz (zm. 2009)
  - Kurt vid Stein, duński kolarz torowy
- 1936:
  - Tadeusz Ciesiulewicz, polski malarz, grafik, ceramik (zm. 1997)
  - Brenda Jones, australijska lekkoatletka, biegaczka średniodystansowa
  - Dalia Rabikovich(inne języki), izraelska poetka, tłumaczka (zm. 2005)
- 1937:
  - Peter Cook(inne języki), brytyjski aktor, pisarz, satyryk (zm. 1995)
  - Laila Ohlgren, szwedzka inżynier, wynalazczyni (zm. 2014)
- 1938:
  - Andrzej Busza, polski poeta, krytyk literacki
  - Sarkis Howiwian, ormiański piłkarz, trener (zm. 2019)
  - Gordon Lightfoot(inne języki), kanadyjski piosenkarz
  - Elżbieta Malicka, polska lekarz weterynarii (zm. 2009)
- 1939:
  - Marcel Delattre, francuski kolarz torowy
  - Aleksandr Izosimow, rosyjski bokser (zm. 1997)
  - Auberon Waugh(inne języki), brytyjski pisarz (zm. 2001)
- 1940:
  - Gérard Coliche, francuski duchowny katolicki, biskup pomocniczy Lille
  - Michele De Rosa, włoski duchowny katolicki, biskup Cerreto Sannita-Telese-Sant’Agata de’ Goti
  - Luke Kelly, irlandzki pieśniarz i muzyk ludowy, członek zespołu The Dubliners (zm. 1984)
  - Anthony Giroux Meagher, kanadyjski duchowny katolicki, arcybiskup Kingston (zm. 2007)
  - Jelena Pietuszkowa, rosyjska jeźdźczyni sportowa (zm. 2007)
  - Platon (Udowienko), rosyjski biskup prawosławny
- 1941:
  - James Bregman, amerykański judoka
  - Tomu Sione, tuvalski polityk, gubernator generalny (zm. 2016)
  - David Warbeck, nowozelandzki aktor (zm. 1997)
- 1942:
  - Partha Dasgupta, indyjski ekonomista
  - Hans Jansen, holenderski arabista, polityk (zm. 2015)
  - Kaing Guek Eav, kambodżański działacz komunistyczny, masowy morderca (zm. 2020)
  - Martin Scorsese, amerykański reżyser, scenarzysta, montażysta i producent filmowy
  - Anna Seniuk, polska aktorka, pedagog
  - Tomasz Wituch, polski historyk, wykładowca akademicki
  - Janina Wojtal, polska koszykarka
- 1943:
  - Lauren Hutton, amerykańska aktorka
  - Axel Schultes, niemiecki architekt
- 1944:
  - Jiřina Čermáková, czeska hokeistka na trawie (zm. 2019)
  - Danny DeVito, amerykański aktor, reżyser i producent filmowy pochodzenia włoskiego
  - Gary Goldman, amerykański twórca filmów animowanych
  - Rem Koolhaas, holenderski architekt, publicysta
  - Arturo Puig, argentyński aktor
  - Tom Seaver, amerykański baseballista (zm. 2020)
  - Daniel Yuste, hiszpański kolarz szosowy (zm. 2020)
- 1945:
  - Jadwiga Biedrzycka, polska prawnik, polityk, wicemarszałek Sejmu PRL (zm. 2023)
  - Elvin Hayes, amerykański koszykarz
  - Maciej Jankowski, polski działacz związkowy
  - Roland Joffé, brytyjsko-francuski reżyser i producent filmowy i telewizyjny
  - Jerzy Kordowicz, polski dziennikarz muzyczny, publicysta, realizator, popularyzator muzyki elektronicznej
  - Andrzej Skrzyński, polski polityk, poseł na Sejm RP (zm. 2011)
  - Abd al-Madżid Tabbun, algierski polityk, prezydent Algierii
  - Jan Talar, polski lekarz, nauczyciel akademicki
  - Abd al-Madżid Tabbun, algierski polityk, premier i prezydent Algierii
- 1946:
  - Martin Barre, brytyjski gitarzysta, członek zespołu Jethro Tull
  - Jean-Michel Baylet, francuski polityk
  - Anna Boroń-Kaczmarska, polska lekarka, profesor nauk medycznych
  - Terry Branstad, amerykański polityk
  - Henryk Cyganik, polski poeta, prozaik, dziennikarz, publicysta, satyryk (zm. 2005)
  - Mantantu Kidumu, zairski piłkarz
  - Emiko Kōmaru, japońska lekkoatletka, skoczkini w dal
  - Wiesław Rudkowski, polski bokser (zm. 2016)
- 1947:
  - Zbigniew Bieliński, polski piłkarz (zm. 2007)
  - Bill Lancaster, amerykański aktor, scenarzysta i producent filmowy (zm. 1997)
  - Brigita Schmögnerová, słowacka ekonomistka, polityk
  - Tamás Somló, węgierski basista, członek zespołu Locomotiv GT (zm. 2016)
  - Will Vinton, amerykański animator, twórca filmów animowanych (zm. 2018)
- 1948:
  - Eliseo Ariotti, włoski duchowny katolicki, arcybiskup, nuncjusz apostolski
  - Raymond Pepperell, amerykański gitarzysta, członek zespołu Dead Kennedys
  - Henri de Raincourt, francuski polityk
  - Stefan Sochański, polski sztangista
- 1949:
  - Jon Avnet, amerykański reżyser i producent filmowy
  - John Boehner, amerykański polityk
  - Héctor Cubillos Peña, kolumbijski duchowny katolicki, biskup Zipaquiry
  - Thomas Hill, amerykański lekkoatleta, płotkarz
  - Jerzy Jachnik, polski przedsiębiorca, polityk, poseł na Sejm RP
  - Gert Ligterink, holenderki szachista
  - Nguyễn Tấn Dũng, wietnamski polityk, premier Wietnamu
  - Tadeusz Raczkiewicz, polski rysownik i scenarzysta komiksowy (zm. 2019)
  - Michael Wenden, australijski pływak
- 1950:
  - Moses Costa, bengalski duchowny katolicki, arcybiskup Ćottogram (zm. 2020)
  - Roland Matthes, niemiecki pływak (zm. 2019)
  - Fritz Saladin, szwajcarski kolarz przełajowy
  - Tom Walkinshaw, szkocki kierowca wyścigowy (zm. 2010)
- 1951:
  - Jorma Etelälahti, fiński kombinator norweski
  - Werner Hoyer, niemiecki ekonomista, polityk
  - Jack Vettriano, szkocki malarz (zm. 2025)
- 1952:
  - Miroslava Němcová, czeska polityk
  - Roman Ogaza, polski piłkarz (zm. 2006)
  - Cyril Ramaphosa, południowoafrykański prawnik, polityk, wiceprezydent i prezydent RPA
- 1953:
  - Ulrike Bruns, niemiecka lekkoatletka, biegaczka średniodystansowa
  - Nada, włoska piosenkarka, aktorka
- 1954:
  - Florin Cioabă, samozwańczy król wszystkich Cyganów (zm. 2013)
  - Paolo Dall’Oglio, włoski jezuita, misjonarz
  - Maciej Grzywaczewski, polski producent filmowy, przedsiębiorca, wydawca
  - Jorge Hernández, kubański bokser (zm. 2019)
  - Jonathan Moffett, amerykański perkusista
  - Chopper Read, australijski raper, pisarz, przestępca (zm. 2013)
- 1955:
  - Selim Chazbijewicz, polski poeta, publicysta, prezes Związku Tatarów RP
  - Roman Ciepiela, polski samorządowiec, prezydent Tarnowa
  - Eugeniusz Dryniak, polski duchowny katolicki, działacz opozycji antykomunistycznej (zm. 2019)
  - Przemysław Jabłoński, polski florecista (zm. 2025)
  - Yolanda King, amerykańska aktorka, działaczka społeczna (zm. 2007)
  - Antoni Niemczak, polski lekkoatleta, maratończyk
- 1956:
  - Remigijus Motuzas, litewski filolog, pedagog, działacz oświatowy, dyplomata, polityk
  - Kelly Ward, amerykański aktor, reżyser, scenarzysta i producent filmowy
- 1957:
  - Jan Bucher, amerykańska narciarka dowolna
  - Dani Levy, szwajcarski aktor, scenarzysta, reżyser filmowy i teatralny pochodzenia żydowskiego
  - Mirzakarim Norbiekow, uzbecki i rosyjski specjalista medycyny niekonwencjonalnej
- 1958:
  - Glenn Dods, nowozelandzki piłkarz
  - Frank van Hattum, nowozelandzki piłkarz, bramkarz pochodzenia holenderskiego
  - Mary Elizabeth Mastrantonio, amerykańska aktorka, pisarka piosenkarka pochodzenia włoskiego
  - Tomasz Rudomino, polski dziennikarz, krytyk sztuki, publicysta, podróżnik
- 1959:
  - Thomas Allofs, niemiecki piłkarz
  - David Clark, amerykański wioślarz
  - Terry Fenwick, angielski piłkarz
  - William R. Moses, amerykański aktor, producent filmowy
  - Juan Carlos Pérez Rojo, hiszpański piłkarz
  - Jaanus Tamkivi, estoński samorządowiec, polityk
  - Alexis Touably Youlo, iworyjski duchowny katolicki, biskup Agboville
- 1960:
  - Marek Bielecki, polski aktor
  - Otacílio Ferreira de Lacerda, brazylijski duchowny katolicki, biskup Guanhães
  - Paolo Ferrero, włoski polityk
  - Jonathan Ross, brytyjski dziennikarz, krytyk filmowy
  - RuPaul, amerykański drag queen, wokalista, aktor
  - Frank Spotnitz, amerykański scenarzysta i producent filmowy
  - Steve Stipanovich, amerykański koszykarz pochodzenia serbsko-chorwackiego
- 1961:
  - Zoran Šorov, jugosłowiański zapaśnik
  - Iis Sugianto, indonezyjska piosenkarka
  - Pat Toomey, amerykański polityk, senator
  - Wolfram Wuttke, niemiecki piłkarz, trener (zm. 2015)
  - Roman Zimka, polski inżynier samorządowiec, prezydent Krosna
- 1962 – Bobby Ott, amerykański żużlowiec
- 1963:
  - Adrian Branch, amerykański koszykarz
  - Jonny Jakobsen, szwedzki piosenkarz
  - Elisabeth Kirchler, austriacka narciarka alpejska
  - Patxi Salinas, hiszpański piłkarz, trener narodowości baskijskiej
  - Dylan Walsh, amerykański aktor pochodzenia irlandzkiego
- 1964:
  - Tomasz Błach, polski judoka
  - Fofi Jenimata, grecka polityk (zm. 2021)
  - Mirosław Jękot, polski aktor
  - Daniela Kovářová, czeska prawnik, pisarka, polityk
  - Jan Majchrowski, polski prawnik, polityk, wojewoda lubuski
  - Susan Rice, amerykańska polityk
  - Krzysztof Warzycha, polski piłkarz, trener
- 1965:
  - Grant Connell, kanadyjski tenisista
  - Winthrop Graham, jamajski lekkoatleta, płotkarz i sprinter
  - Rusłana Pysanka, ukraińska aktorka (zm. 2022)
- 1966:
  - Jeff Buckley, amerykański piosenkarz, gitarzysta, autor tekstów (zm. 1997)
  - Richard Fortus, amerykański gitarzysta, członek zespołu Guns N’ Roses
  - Daisy Fuentes, amerykańska modelka, aktorka pochodzenia kubańskiego
  - Sophie Marceau, francuska aktorka, reżyserka, scenarzystka
  - Nuno Gomes Nabiam, gwinejski polityk, premier Gwinei Bissau
  - Tomasz Sapryk, polski aktor
- 1967:
  - Michaił Botwinow, austriacki biegacz narciarski pochodzenia rosyjskiego
  - Innocenty (Jerochin), rosyjski biskup prawosławny
  - Kim Yong-sik, północnokoreański zapaśnik
  - Thomas Libiih, kameruński piłkarz
  - Estela Rodríguez, kubańska judoczka (zm. 2022)
  - Domenico Schiattarella, włoski kierowca wyścigowy
- 1968:
  - Olga Kuzniecowa, rosyjska strzelczyni sportowa
  - Igor Ostachowicz, polski pisarz, urzędnik państwowy
- 1969:
  - Marzena Czarnecka, polska ekonomistka, prawniczka, nauczycielka akademicka, minister przemysłu RP
  - Sven Giegold, niemiecki ekolog, alterglobalista, polityk
  - Riccardo Moscatelli, włoski kierowca wyścigowy i rajdowy (zm. 1999)
  - Jean-Michel Saive, belgijski tenisista stołowy
  - Magdalena Śliwa, polska siatkarka
- 1970:
  - Paul Allender, brytyjski gitarzysta, kompozytor, członek zespołu Cradle of Filth
  - Rezki Amrouche, algierski piłkarz
  - Siergiej Charkow, rosyjski gimnastyk
  - Silvana Koch-Mehrin, niemiecka ekonomistka, polityk, eurodeputowana
- 1971:
  - Michael Adams, brytyjski szachista
  - Tərlan Əhmədov, azerski piłkarz
  - Grzegorz Gorczyca(inne języki), polski pianista
  - Ołeh Kuczer, ukraiński piłkarz, trener
  - David Ramsey, amerykański aktor, reżyser filmowy
  - Agnieszka Roszig, polska działaczka społeczna, samorządowiec
  - Leszek Sokołowski, polski żużlowiec
- 1972:
  - Titi Camara, gwinejski piłkarz
  - Leonard Roberts, amerykański aktor
- 1973:
  - Andreas Hedlund, szwedzki wokalista, kompozytor
  - Lord Infamous, amerykański raper (zm. 2013)
  - Bernd Schneider, niemiecki piłkarz
  - Aleksiej Urmanow, rosyjski łyżwiarz figurowy
- 1974:
  - Eunice Barber, francuska lekkoatletka, wieloboistka i skoczkini w dal
  - Leslie Bibb, amerykańska aktorka, modelka
  - Rolands Gulbis, łotewski trójboista siłowy, strongman
  - Zharick León, kolumbijska aktorka
  - Bronka Nowicka, polska reżyserka teatralna i telewizyjna, poetka
- 1975:
  - Bernard Maciej Bania, polski aktor
  - Kinga Baranowska, polska himalaistka, zdobywczyni dziewięciu ośmiotysięczników
  - Magdalena Bogdziewicz, polska urzędniczka państwowa, dyplomatka
  - Patrick De Napoli, szwajcarski piłkarz
  - Takayo Kondo, japońska lekkoatletka, tyczkarka
  - Ewan MacDonald, szkocki curler
  - Flawian (Mitrofanow), rosyjski biskup prawosławny
  - Zatox, włoski didżej, producent muzyczny
- 1976:
  - Brandon Call, amerykański aktor
  - Santiago Dobles, amerykański gitarzysta, członek zespołu Aghora
  - Ursula Fingerlos, austriacka snowboardzistka
  - Nicole Forrester, kanadyjska lekkoatletka, skoczkini wzwyż
  - Ervin Skela, albański piłkarz
- 1977:
  - Cafú, kabowerdeński piłkarz
  - Juan Pablo Llano, kolumbijski aktor, model
  - Andreja Mali, słoweńska biathlonistka
  - Ryk Neethling, południowoafrykański pływak
  - Anna Socha, polska judoczka
- 1978:
  - Zoë Bell, nowozelandzka aktorka, kaskaderka
  - Theodoro Cochrane, brazylijski aktor
  - Tom Ellis, brytyjski aktor
  - Charles Lota, zambijski piłkarz
  - Rachel McAdams, kanadyjska aktorka
  - Rahim, polski raper, producent muzyczny
  - Andrej Žakelj, słoweński koszykarz
- 1979:
  - Tomislav Ćorić, chorwacki ekonomista, polityk
  - Maciej Iwański, polski dziennikarz i komentator sportowy
  - Katsuyori Shibata, japoński wrestler, kickbokser, zawodnik MMA
- 1980:
  - Ricky van den Bergh, holenderski piłkarz
  - Michaił Czipurin, rosyjski piłkarz ręczny
  - Gethin Jenkins, walijski rugbysta
  - Karina Mora, meksykańska aktorka
  - Seyi Olajengbesi, nigeryjski piłkarz
  - Katarzyna Osos, polska prawnik, polityk, wojewoda lubuski, poseł na Sejm RP
  - Vrčak, macedoński piosenkarz, kompozytor
- 1981:
  - Sarah Harding, brytyjska wokalistka, członkini zespołu Girls Aloud (zm. 2021)
  - Kyle Dean Massey, amerykański aktor, tancerz
  - Bojana Novakovic, serbsko-australijska aktorka
  - Park Mi-young, południowokoreańska tenisistka stołowa
  - Roman Rynkiewicz, polski kajakarz, kanadyjkarz
- 1982:
  - Sofija Andruchowycz, ukraińska pisarka, tłumaczka
  - Katie Feenstra-Mattera, amerykańska koszykarka
  - Paul Miller, amerykański koszykarz
  - Sheila Ocasio, portorykańska siatkarka
  - Olivia Sanchez, francuska tenisistka
  - Andrij Serdinow, ukraiński pływak
- 1983:
  - Pablo Barzola, argentyński piłkarz
  - Alessio Bolognani, włoski skoczek narciarski
  - Alain Cervantes, kubański piłkarz
  - Grzegorz Drojewski, polski aktor
  - Kateřina Emmons, czeska strzelczyni sportowa
  - Jodie Henry, australijska pływaczka
  - Christopher Paolini, amerykański pisarz
- 1984:
  - Aleksandra Bednarz, polska aktorka
  - Amanda Evora, amerykańska łyżwiarka figurowa
  - Luca Ferretti, włoski pływak
  - Urs Käufer, niemiecki wioślarz
  - Ilja Raszkowski, rosyjski pianista
  - Aleksandra Rosolska, polska tenisistka
  - Przemysław Szymański, polski koszykarz
- 1985:
  - Tetiana Szczypakina, urkaińska koszykarka, posiadająca także rosyjskie obywatelstwo
  - Luis Aguiar, urugwajski piłkarz
  - Rafael Cardoso, brazylijski aktor
  - Dawid Plizga, polski piłkarz
  - Edivaldo Rojas, boliwijski piłkarz pochodzenia brazylijskiego
- 1986:
  - Milan Gajić, serbski piłkarz
  - Mariusz Kujawski, polski kajakarz
  - Nani, portugalski piłkarz
  - Greg Rutherford, brytyjski lekkoatleta, skoczek w dal
  - Alexis Vastine, francuski bokser (zm. 2015)
- 1987:
  - Najm Eldin Abdullah, sudański piłkarz
  - Nadiya Dusanova, uzbecka lekkoatletka, skoczkini wzwyż
  - Gemma Spofforth, brytyjska pływaczka
- 1988:
  - Beatriz García Vidagany, hiszpańska tenisistka
  - Eric Lichaj, amerykański piłkarz pochodzenia polskiego
  - Joanna Łochowska, polska sztangistka
- 1989:
  - Enrico Battaglin, włoski kolarz szosowy
  - Aleksandr Bogomojew, rosyjski zapaśnik
  - Rémy Ebanega, gaboński piłkarz
  - Khaled Salem, palestyński piłkarz
  - Roman Zozula, ukraiński piłkarz
- 1990:
  - Elisabeth Chávez, hiszpańska piłkarka ręczna
  - Ewoud Gommans, holenderski siatkarz
  - Alexa Guarachi, chilijska tenisistka
  - Jeorjos Konsolas, grecki wioślarz
- 1991:
  - Gale Agbossoumonde, amerykański piłkarz pochodzenia togijskiego
  - Chietag Cabołow, rosyjski zapaśnik pochodzenia osetyjskiego
  - Nicole Gontier, włoska biathlonistka
  - Nicolás Millán, chilijski piłkarz
  - Aleksandr Pankow, rosyjski hokeista
  - Magdalena Wichrowska, polska pięściarka
- 1992:
  - Damiris Dantas, brazylijska koszykarka
  - Marquis Dendy, amerykański lekkoatleta, skoczek w dal i trójskoczek
  - Chiho Hamada, japońska zapaśniczka
  - Katarzyna Kawa, polska tenisistka
  - Natasha Morrison, jamajska lekkoatletka, sprinterka
- 1993:
  - Ołeksandra Czek, ukraińska koszykarka
  - Chris Feauai-Sautia, australijski rugbysta pochodzenia samoańskiego
  - Michał Kalinowski, polski hokeista
  - Brooke Voigt, kanadyjska snowboardzistka
- 1994:
  - Ronaldo Dinolis, panamski piłkarz
  - Armin Hodžić, bośniacki piłkarz
  - Jacob Barrett Laursen, duński piłkarz
  - Benno Schmitz, niemiecki piłkarz
  - Victoria Vivians, amerykańska koszykarka
- 1995:
  - Daryl Bultor, francuski siatkarz
  - Zylan Cheatham, amerykański koszykarz
  - Elise Mertens, belgijska tenisistka
  - Ernest John Obiena, filipiński lekkoatleta, tyczkarz
- 1996:
  - Stefan de Bod, południowoafrykański kolarz szosowy i torowy
  - Cho Yu-min, południowokoreański piłkarz
  - Nina Dedić, chorwacka koszykarka
  - Mateusz Gąsiewski, polski aktor
  - Ruth Jebet, bahrajńska lekkoatletka, biegaczka długodystansowa pochodzenia kenijskiego
  - Britany van Lange, gujańska pływaczka
  - Jakub Moryń, polski piłkarz ręczny
  - Jorge Sáenz, hiszpański piłkarz
  - Charlie Tanfield, brytyjski kolarz torowy i szosowy
- 1997:
  - Danilo Acosta, honduraski piłkarz
  - Dragan Bender, chorwacki koszykarz
  - Dawid Czerw, polski szachista
  - Ian Garry, irlandzki zawodnik MMA
  - Julian Ryerson, norweski piłkarz pochodzenia amerykańskiego
- 1998:
  - Mathieu Burgaudeau, francuski kolarz szosowy
  - Dodô, brazylijski piłkarz
  - Kacper Grabowski, polski piłkarz ręczny
  - Mahaveer Raghunathan, indyjski kierowca wyścigowy
- 1999:
  - Tobias Bayer, austriacki kolarz szosowy
  - Jorge Cuenca, hiszpański piłkarz
  - Young Igi, polski raper, autor tekstów
- 2000:
  - Dylan Levitt, walijski piłkarz
  - Joanne Zuger, szwajcarska tenisistka
- 2001:
  - Kate Douglass, amerykańska pływaczka
  - Mohamed Souboul, marokański piłkarz
- 2004 – Linda Nosková, czeska tenisistka

## Zmarli
- 375 – Walentynian I, cesarz rzymski (ur. 321)
- 474 – Leon II, cesarz bizantyński (ur. 467)
- 594 – Grzegorz z Tours, frankoński duchowny katolicki, biskup Tours, kronikarz, święty (ur. 538 lub 539)
- 641 – Jomei, cesarz Japonii (ur. 593)
- 885 – Luitgarda Saska, królowa Franków Wschodnich (ur. ok. 845)
- 1231 – Elżbieta z Turyngii, księżniczka węgierska, landgrafowa Turyngii, tercjarka franciszkańska, święta (ur. 1207)
- 1268 – Salomea, polska księżniczka, księżna halicka, klaryska, błogosławiona (ur. 1211 lub 12)
- 1426 – Nikon z Radoneża, rosyjski święty mnich prawosławny (ur. ?)
- 1447 – Eufemia, władczyni księstwa ziębickiego (ur. 1370–85)
- 1494 – Giovanni Pico della Mirandola, włoski książę, filozof, pisarz, franciszkanin (ur. 1463)
- 1524 – Wacław II, współrządca księstwa cieszyńskiego (ur. ?)
- 1525 – Eleonora de Viseu, królowa Portugalii (ur. 1458)
- 1558:
  - Reginald Pole, angielski duchowny katolicki, arcybiskup Canterbury, kardynał (ur. 1500)
  - Maria I Tudor, królowa Anglii (ur. 1516)
- 1560 – Michael von Kuenburg, austriacki duchowny katolicki, książę arcybiskup metropolia Salzburga (ur. 1514)
- 1562 – Antoni de Burbon-Vendôme, król Nawarry (ur. 1518)
- 1573 – Juan Ginés de Sepúlveda, hiszpański teolog, humanista, kronikarz (ur. 1490)
- 1577 – (lub 16 listopada) Jan Herburt, polski prawnik, historyk, humanista, polityk (ur. po 1524)
- 1592 – (27 listopada wg kal. greg.) Jan III Waza, król Szwecji (ur. 1537)
- 1624:
  - Jakob Böhme, niemiecki gnostyk, filozof religii, mistyk protestancki (ur. 1575)
  - Fabrizio Veralli, włoski duchowny katolicki, biskup San Severo, nuncjusz apostolski, kardynał (ur. 1560)
- 1628 – Jan de Castillo, hiszpański jezuita, misjonarz, męczennik, święty (ur. 1596)
- 1632 – Gottfried Heinrich zu Pappenheim, bawarski feldmarszałek (ur. 1594)
- 1634 – Jordan Ansalone, włoski dominikanin, misjonarz, męczennik, święty (ur. 1598)
- 1643 – Jean de Guebriant, francuski hrabia, dowódca wojskowy, marszałek Francji (ur. 1602)
- 1648 – (data pogrzebu) Thomas Ford(inne języki), angielski kompozytor (ur. ok. 1580)
- 1651 – Stanisław Baryczka, polski polityk, burmistrz Warszawy, sekretarz królewski (ur. 1581)
- 1681 – Tytus Burattini, włoski fizyk, architekt, geograf, egiptolog (ur. 1617)
- 1705 – Johann Christoph Doebel, niemiecki rzeźbiarz (ur. 1640)
- 1708 – Ludolf Backhuysen, holenderski malarz (ur. 1631)
- 1720 – Calico Jack, angielski pirat (ur. ok. 1680)
- 1735 – Franciszek Jan Załuski, polski szlachcic, polityk (ur. 1660)
- 1742 – Karol Rudolf, książę Wirtembergii-Neuenstadt (ur. 1667)
- 1747 – Alain-René Lesage, francuski prozaik, dramaturg (ur. 1668)
- 1752 – Ludwik Kazimierz Łączyński, rosyjski dyplomata pochodzenia polskiego (ur. ok. 1680)
- 1757:
  - Maria Józefa, księżna elektorowa Saksonii, królowa Polski (ur. 1699)
  - Mikołaj Dembowski, polski duchowny katolicki, biskup kamieniecki (ur. ok. 1680)
- 1766 – Christian Karl Reinhard, niemiecki arystokrata, polityk (ur. 1695)
- 1767 – Giovanni Battista Pittoni, wenecki malarz (ur. 1687)
- 1768 – Thomas Pelham-Holles, brytyjski arystokrata, polityk, premier Wielkiej Brytanii (ur. 1693)
- 1770 – Gian Francesco de Majo, włoski kompozytor (ur. 1732)
- 1780 – Bernardo Bellotto, włoski malarz (ur. 1721)
- 1781 – Bernard-Joseph Saurin, francuski prawnik, dramatopisarz, poeta (ur. 1706)
- 1793 – Jean Nicolas Houchard, francuski generał (ur. 1740)
- 1794 – Jacques François Dugommier, francuski generał (ur. 1738)
- 1796 – Katarzyna II Wielka, caryca Rosji (ur. 1729)
- 1798 – Ignác Batthyány, węgierski hrabia, duchowny katolicki, biskup Gyulafehérvár (ur. 1741)
- 1802 – Johann Uphagen, gdański bibliofil (ur. 1731)
- 1815 – Joseph Habersham, amerykański przedsiębiorca, polityk (ur. 1751)
- 1818 – Zofia Charlotta Mecklenburg-Strelitz, królowa Wielkiej Brytanii (ur. 1744)
- 1823 – Thomas Erskine, brytyjski arystokrata, prawnik, polityk (ur. 1750)
- 1825 – Zorian Dołęga-Chodakowski, polski etnograf, archeolog, historyk (ur. 1784)
- 1827 – Paweł Ksawery Brzostowski, polski duchowny katolicki, pisarz wielki litewski, duchowny referendarz wielki litewski, kanonik wileński, publicysta, tłumacz (ur. 1739)
- 1830 – Natalia z Potockich Sanguszkowa, polska szlachcianka (ur. 1807)
- 1834 – Maurycy Gosławski, polski poeta, uczestnik powstania listopadowego (ur. 1802)
- 1846:
  - Jan Kajetan Cywiński, polski duchowny katolicki, biskup pomocniczy wileński (ur. 1772)
  - Tharawaddy, król Birmy (ur. 1787)
- 1847 – Emilia Kozieradzka, polska śpiewaczka operowa (ur. 1828)
- 1851 – Joaquina Téllez-Girón y Pimentel, hiszpańska arystokratka (ur. 1784)
- 1852 – Adam Karl August von Eschenmayer, niemiecki filozof, lekarz, wykładowca akademicki (ur. 1768)
- 1858 – Robert Owen, walijski działacz socjalistyczny, pionier ruchu spółdzielczego (ur. 1771)
- 1859 – James Ward, brytyjski malarz, grawer, ilustrator (ur. 1769)
- 1861 – Giusto Recanati, włoski kardynał (ur. 1789)
- 1862 – Henriette Delille, amerykańska zakonnica, założycielka wspólnoty Sióstr Świętej Rodziny, czcigodna Służebnica Boża (ur. 1813)
- 1864 – Julian Mickiewicz, polski lekarz, uczestnik powstania styczniowego (ur. ok. 1838)
- 1874 – Rudolf von Carnall, niemiecki inżynier, geolog (ur. 1804)
- 1875:
  - Achille Ginoulhiac, francuski duchowny katolicki, biskup Grenoble, arcybiskup Lyonu (ur. 1806)
  - Aniceto Ortega, meksykański lekarz, kompozytor, pianista (ur. 1825)
- 1882 – Đuro Daničić, serbski filolog, tłumacz, leksykograf (ur. 1825)
- 1883 – Leon Strasburger, polski ziemianin, rolnik, sędzia, uczestnik powstania styczniowego pochodzenia niemieckiego (ur. 1845)
- 1887:
  - Jan Chełmecki, polski duchowny katolicki, działacz niepodległościowy, polityk (ur. 1816)
  - George Strahan, brytyjski wojskowy, administrator kolonialny (ur. 1838)
- 1889:
  - Juliusz Ligoń, polski publicysta, poeta, działacz społeczny na Górnym Śląsku (ur. 1823)
  - Samuel Roth, spiskoniemiecki pedagog, geolog, speleolog, działacz turystyczny (ur. 1851)
- 1893 – Aleksander I Battenberg, książę Bułgarii (ur. 1857)
- 1895 – Hilary Nussbaum, polski publicysta, historyk, działacz społeczny pochodzenia żydowskiego (ur. 1820)
- 1898:
  - Achille Costa, włoski entomolog (ur. 1823)
  - Frederik Erhardt Winkel Horn, duński pisarz, literaturoznawca, archeolog (ur. 1845)
- 1899 – Maksymilian Kantecki, polski historyk, pedagog, dziennikarz (ur. 1857)
- 1900:
  - John Ferris, australijski krykiecista (ur. 1867)
  - Wiktor Godlewski, polski przyrodnik, ornitolog, technik, uczestnik powstania styczniowego, zesłaniec, badacz Bajkału (ur. 1831)
  - Aleksandr Imeretyński, rosyjski arystokrata, polityk (ur. 1837)
- 1902 – Leonard Landois, niemiecki fizjolog, wykładowca akademicki (ur. 1837)
- 1903:
  - Michał Piotr Radziwiłł, polski arystokrata (ur. 1853)
  - Edwin Lord Weeks, amerykański malarz, ilustrator, pisarz, podróżnik (ur. 1849)
- 1905:
  - Adolf, wielki książę Luksemburga (ur. 1817)
  - Filip Koburg, książę belgijski, hrabia Flandrii (ur. 1837)
- 1908 – Antoni Stupnicki, polski ziemianin, urzędnik sądowy, uczestnik powstania styczniowego (ur. ok. 1824)
- 1915 – Henry Charlton Bastian, brytyjski lekarz, fizjolog, neurolog, botanik, wykładowca akademicki (ur. 1837)
- 1917 – Auguste Rodin, francuski rzeźbiarz (ur. 1840)
- 1921 – John Jamieson, szkocki rugbysta (ur. 1863)
- 1922 – Robert Comtesse, szwajcarski polityk, prezydent Szwajcarii (ur. 1847)
- 1924:
  - Grzegorz VII, grecki duchowny prawosławny, patriarcha Konstantynopola (ur. 1850)
  - Konrad Hirsch, szwedzki piłkarz (ur. 1900)
- 1927:
  - Jusuf ibn Hassan, sułtan Maroka (ur. 1882)
  - Charles Masterman, brytyjski dziennikarz, polityk (ur. 1873)
- 1929 – Herman Hollerith, amerykański konstruktor, wynalazca (ur. 1860)
- 1931:
  - Georgi Atanasow, bułgarski kompozytor, dyrygent (ur. 1881)
  - Johannes Paulus Lotsy, holenderski botanik, mykolog, wykładowca akademicki (ur. 1867)
  - Anthony Dickinson Sayre, amerykański prawnik, sędzia, polityk (ur. 1858)
  - Edward Simmons, amerykański malarz (ur. 1852)
- 1933 – Iosif Kuliszer, rosyjski ekonomista, wykładowca akademicki pochodzenia żydowskiego (ur. 1878)
- 1934:
  - Gaëtan Gatian de Clérambault, francuski psychiatra, malarz, etnograf, fotograf (ur. 1872)
  - Joachim Ringelnatz, niemiecki poeta, karykaturzysta, malarz, rysownik (ur. 1883)
- 1935:
  - Juliusz Betting, polski budowniczy instrumentów muzycznych, przedsiębiorca (ur. 1866)
  - Harry H. Dale, amerykański polityk (ur. 1868)
  - Stanisław Starzyński, polski prawnik, wykładowca akademicki, polityk (ur. 1853)
- 1936:
  - Kazimierz Mitera, polski malarz, krytyk sztuki (ur. 1897)
  - Aleksandros Papanastasiu, grecki polityk, premier Grecji (ur. 1876)
- 1938:
  - Czesław Jan Kaden, polski aktor, śpiewak, reżyser teatralny (ur. 1885)
  - Ante Trumbić, chorwacki polityk, minister spraw zagranicznych Królestwa Serbów, Chorwatów i Słoweńców (ur. 1864)
- 1940:
  - Sylvia Ashton, amerykańska aktorka (ur. 1880)
  - Eric Gill, brytyjski rzeźbiarz, grafik, typograf, rytownik (ur. 1882)
  - Raymond Pearl, amerykański biolog, wykładowca akademicki (ur. 1879)
- 1941 – Ernst Udet, niemiecki pilot wojskowy, as myśliwski (ur. 1896)
- 1942:
  - Constant Roux, francuski rzeźbiarz (ur. 1869)
  - Siergiej Spasokukocki, rosyjski chirurg (ur. 1870)
- 1943:
  - Hans Honigmann, niemiecki zoolog, wykładowca akademicki pochodzenia żydowskiego (ur. 1891)
  - Józef Ryszka, polski poeta, żołnierz podziemia antyhitlerowskiego (ur. 1920)
  - Bertrand Turnbull, walijski hokeista na trawie (ur. 1887)
- 1944:
  - Bazyli Kuc, białoruski polityk, poseł na Sejm RP (ur. 1897)
  - Rudolf Stork, polski podchorąży (ur. 1914)
- 1945:
  - Fryderyk Franciszek IV, ostatni wielki książę Meklemburgii (ur. 1882)
  - Gustaw Zieliński, polski działacz niepodległościowy, związkowiec, polityk, poseł na Sejm RP (ur. 1890)
- 1946:
  - Emil Schwanda, polski pułkownik piechoty, malarz (ur. 1864)
  - Witold Wolf, polski dziennikarz (ur. ?)
- 1947:
  - Ricarda Huch, niemiecka pisarka, historyk, filozof, bibliotekarka (ur. 1864)
  - Jozafat Kocyłowski, ukraiński duchowny greckokatolicki, biskup przemyski, męczennik, błogosławiony (ur. 1876)
  - Emil Racoviță, rumuński zoolog, speleolog, polarnik (ur. 1868)
  - Victor Serge, rosyjski rewolucjonista, pisarz (ur. 1890)
- 1949:
  - Aleksiej Achmanow, radziecki generał porucznik wojsk pancernych (ur. 1897)
  - Adam Kleczkowski, polski językoznawca, filolog germański, wykładowca akademicki (ur. 1883)
  - Johann Rauch, niemiecki funkcjonariusz i zbrodniarz nazistowski (ur. 1917)
  - Mordechaj Rokeasch, polski rabin (ur. 1902)
- 1950 – Vilhelm Lange, duński gimnastyk (ur. 1893)
- 1952:
  - Franz John, niemiecki fotograf, działacz piłkarski (ur. 1872)
  - Christian Nielsen, duński żeglarz sportowy (ur. 1873)
- 1953 – Alfons Emil Gravier, polski architekt, wykładowca akademicki (ur. 1871)
- 1954 – Tadeusz Banachiewicz, polski astronom, geodeta, matematyk, wykładowca akademicki (ur. 1882)
- 1955:
  - James P. Johnson, amerykański pianista jazzowy (ur. 1894)
  - Helmuth Weidling, niemiecki generał artylerii (ur. 1891)
- 1956 – Antoni Marian Rusiecki, polski matematyk, autor podręczników (ur. 1892)
- 1957 – Jack Richardson, amerykański aktor (ur. 1883)
- 1958:
  - Mort Cooper, amerykański baseballista (ur. 1913)
  - Stanisław Wincenty Kasznica, polski prawnik, wykładowca akademicki (ur. 1874)
  - Yutaka Taniyama, japoński matematyk, wykładowca akademicki (ur. 1927)
- 1959:
  - Jerzy Borszewski, polski chirurg (ur. 1915)
  - Robert Roth, szwajcarski zapaśnik (ur. 1898)
  - Heitor Villa-Lobos, brazylijski kompozytor, dyrygent, pianista (ur. 1887)
- 1960:
  - William Benn, brytyjski arystokrata, polityk (ur. 1877)
  - Bogumił Nowotny, polski komandor (ur. 1872)
  - Vladivoj Tomek, czeski skaut, działacz podziemia antykomunistycznego (ur. 1933)
- 1962 – Stanisław Mielech, polski piłkarz (ur. 1894)
- 1965 – Jan Jerzy Karpiński, polski przyrodnik, entomolog, pisarz, fotografik, pedagog (ur. 1896)
- 1967 – Bo Bergman, szwedzki poeta (ur. 1869)
- 1968 – Antoni Marczyński, polski prawnik, pisarz (ur. 1899)
- 1969 – Václav Krška(inne języki), czeski reżyser filmowy (ur. 1900)
- 1970:
  - Edward Jabłoński, polski piłkarz (ur. 1919)
  - Nikołaj Łunin, radziecki kontradmirał, polityk (ur. 1907)
  - Halina Łuszczewska, polska aktorka, reżyserka teatralna (ur. 1895)
  - Wiktor Ziemiński, polski generał dywizji (ur. 1907)
- 1971 – Gladys Cooper, brytyjska aktorka (ur. 1888)
- 1972:
  - Eugène Minkowski, francuski psychiatra pochodzenia rosyjskiego (ur. 1885)
  - Liuda Purėnienė, litewska prawniczka, dziennikarka, polityk (ur. 1884)
- 1973:
  - Aleksandr Jachontow, rosyjski entomolog, wykładowca akademicki (ur. 1879)
  - Adolf Wissel, niemiecki malarz (ur. 1894)
- 1974 – Erskine Hamilton Childers, irlandzki polityk, prezydent Irlandii (ur. 1905)
- 1975 – Kay Johnson, amerykańska aktorka (ur. 1904)
- 1976:
  - Władysław Dworakowski, polski polityk, poseł na Sejm PRL, wicepremier (ur. 1908)
  - Pawieł Satiukow, radziecki dziennikarz, polityk (ur. 1911)
- 1977:
  - Anzor Kiknadze, gruziński judoka, sambista (ur. 1934)
  - Tadeusz Korpal, polski malarz, pedagog (ur. 1889)
  - Roger Peckinpaugh, amerykański baseballista (ur. 1891)
  - Casimiro Torres, chilijski piłkarz (ur. 1905)
- 1978:
  - Milič Blahout, czeski taternik, przewodnik i ratownik górski (ur. 1930)
  - Bolesław Liszkowski, polski samorządowiec, prezydent Lublina (ur. 1889)
  - Komil Yormatov, uzbecki reżyser filmowy (ur. 1903)
- 1979:
  - Barbara Bosak, polska aktorka (ur. 1936)
  - Anders Ek, szwedzki aktor (ur. 1916)
  - Roman Ryterband, amerykański kompozytor, pianista, dyrygent pochodzenia żydowskiego (ur. 1914)
  - Immanuił Wielikowskij, rosyjski lekarz psychiatra, psychoanalityk (ur. 1895)
- 1980 – Hans Wetterström, szwedzki kajakarz (ur. 1923)
- 1981 – Zdzisław Hryniewiecki, polski skoczek narciarski (ur. 1938)
- 1982:
  - Felix von Heijden, holenderski piłkarz (ur. 1890)
  - Petyr Panczewski, bułgarski generał armii, polityk (ur. 1902)
  - Eduard Tubin, estoński kompozytor, dyrygent (ur. 1905)
- 1983:
  - Andriej Andriejew, radziecki generał pułkownik (ur. 1905)
  - Allan Carlsson, szwedzki bokser (ur. 1910)
- 1984 – Henryk Martyna, polski piłkarz (ur. 1907)
- 1985:
  - Lon Nol, kambodżański generał, polityk, premier i prezydent Kambodży (ur. 1913)
  - Gheorghe Ursu, rumuński inżynier, dysydent, prozaik, poeta (ur. 1926)
- 1987:
  - Gladys Carson, brytyjska pływaczka (ur. 1903)
  - Jisra’el Kargman, izraelski polityk (ur. 1906)
- 1988:
  - Jean-Claude Depince, francuski kierowca wyścigowy (ur. 1947)
  - Sheilah Graham Westbrook, amerykańska dziennikarka (ur. 1904)
- 1989:
  - Benjamin Fisz, polski producent filmowy pochodzenia żydowskiego (ur. 1922)
  - João de Freitas Branco, portugalski muzykolog, kompozytor, publicysta, matematyk (ur. 1922)
- 1990:
  - Jadwiga Grodzka, polska pedagog, regionalistka (ur. 1905)
  - Robert Hofstadter, amerykański fizyk, wykładowca akademicki, Nagrody Nobla pochodzenia żydowskiego (ur. 1915)
- 1991:
  - Mieczysław Mieszczankowski, polski ekonomista marksistowski (ur. 1926)
  - Adrian Quist, australijski tenisista (ur. 1913)
  - Jerzy Wilk, polski architekt, rzeźbiarz, grafik (ur. 1921)
- 1992:
  - Todd Armstrong, amerykański aktor (ur. 1937)
  - Dzintars Lācis, łotewski kolarz torowy (ur. 1940)
  - Audre Lorde, amerykańska pisarka, działaczka społeczna (ur. 1934)
- 1993 – Fiedos Awchaczow, radziecki major (ur. 1909)
- 1995 – Jewhen Bułanczyk, ukraiński lekkoatleta, płotkarz (ur. 1922)
- 1996 – Jan Krysta, polski żuźlowiec (ur. 1912)
- 1997 – Urszula Urbaniak-Biernacka, polska geomorfolog, geograf fizyczna, wykładowczyni akademicka (ur. 1932)
- 1998:
  - Dionýz Blaškovič, słowacki wirusolog, wykładowca akademicki (ur. 1913)
  - Cornelia Bouman, holenderska tenisistka (ur. 1903)
  - Jefim Geller, rosyjski szachista pochodzenia żydowskiego (ur. 1925)
  - Kenneth McDuff, amerykański seryjny morderca (ur. 1946)
  - Kuba Zaklukiewicz, polski aktor (ur. 1949)
- 2000:
  - Louis Néel, francuski fizyk, laureat Nagrody Nobla (ur. 1904)
  - Aleksandar Zorić, jugosłowiański kolarz szosowy (ur. 1925)
- 2001:
  - Czesław Halski, polski poeta, prozaik, spiker radiowy, krytyk muzyczny, kompozytor, biograf (ur. 1908)
  - Michael Karoli, niemiecki gitarzysta, kompozytor, członek zespołu Can (ur. 1948)
- 2002:
  - Stanisław Dydek, polski inżynier mechanik, wykładowca akademicki, działacz społeczny, pisarz, publicysta (ur. 1926)
  - Abba Eban, izraelski polityk, dyplomata (ur. 1915)
  - Marvin Mirisch(inne języki), amerykański producent filmowy (ur. 1918)
- 2003:
  - Jan Dudziak, polski duchowny katolicki, profesor prawa kanonicznego (ur. 1928)
  - Maciej Mischke, polski inżynier, działacz turystyczny, alpinista (ur. 1909)
  - Zofia Rysiówna, polska aktorka (ur. 1920)
- 2004:
  - Mikael Ljungberg, szwedzki zapaśnik (ur. 1970)
  - Wanda Puget-Paździor, polska historyk sztuki, działaczka społeczna (ur. 1925)
  - Aleksandr Ragulin, rosyjski hokeista (ur. 1941)
- 2005:
  - Igor Iwanow, kanadyjski i amerykański szachista pochodzenia rosyjskiego (ur. 1947)
  - Ludwik Michalski, polski elektrotechnik, wykładowca akademicki (ur. 1927)
  - Marek Perepeczko, polski aktor  (ur. 1942)
  - Gennaro Verolino, włoski duchowny katolicki, arcybiskup, nuncjusz apostolski (ur. 1906)
- 2006:
  - Ruth Brown, amerykańska wokalistka bluesowa i jazzowa (ur. 1928)
  - Ferenc Puskás, węgierski piłkarz, trener (ur. 1927)
- 2007:
  - Andrzej Biernat, polski lekkoatleta, trener (ur. 1928)
  - Miriam Józefowska, rosyjska poetka, pisarka (ur. 1941)
  - Józef Lewandowski, polski historyk (ur. 1923)
  - Anna Menel, polska malarka (ur. 1920)
- 2008 – Wiktor Poliszczuk, kanadyjski prawnik, politolog, dziennikarz, publicysta pochodzenia ukraińsko-polskiego (ur. 1925)
- 2010:
  - Isabelle Caro, francuska modelka, aktorka (ur. 1982)
  - Nena, brazylijski piłkarz (ur. 1923)
- 2011 – Stanisław Czepielik, polski generał brygady (ur. 1943)
- 2012:
  - Henryk Grzybowski, polski piłkarz (ur. 1934)
  - Margaret Yorke, brytyjska pisarka (ur. 1924)
- 2013 – Doris Lessing, brytyjska pisarka, laureatka Nagrody Nobla (ur. 1919)
- 2014:
  - John Downey, amerykański agent CIA (ur. 1930)
  - Stanisław Majcher, polski piłkarz, bramkarz (ur. 1936)
  - Ilija Pantelić, serbski piłkarz, bramkarz (ur. 1942)
- 2015:
  - Drago Grubelnik, słoweński narciarz alpejski (ur. 1976)
  - Andrej Hiro, białoruski urzędnik państwowy, dyplomata (ur. 1967)
  - Juhani Ruotsalainen, fiński skoczek narciarski (ur. 1948)
  - Zofia Trojanowiczowa, polska profesor nauk humanistycznych, filolog, badaczka romantyzmu (ur. 1936)
- 2016:
  - Zenon Czechowski, polski kolarz szosowy (ur. 1946)
  - Edward Serednicki, polski działacz kajakarski, uczestnik powstania warszawskiego (ur. 1922)
- 2017:
  - Georg Brylka, polski polityk, poseł na Sejm RP (ur. 1929)
  - Tadeusz Butler, polski architekt, działacz podziemia niepodległościowego w czasie II wojny światowej (ur. 1925)
  - Earle Hyman, amerykański aktor (ur. 1926)
  - Salvatore Riina, włoski mafioso, szef Cosa Nostry (ur. 1930)
  - Wiesław Wiatrak, polski inżynier, konstruktor (ur. 1933)
- 2018:
  - Jan Maciej Dyduch, polski duchowny katolicki, teolog (ur. 1940)
  - Cyril Pahinui, amerykański wokalista, gitarzysta, wykonawca muzyki hawajskiej (ur. 1950)
- 2019:
  - Jiřina Čermáková, czeska hokeistka na trawie (ur. 1944)
  - Arsenio Corsellas, hiszpański aktor, lektor filmowy (ur. 1933)
  - Jacek Kurzawiński, polski siatkarz, trener, dziennikarz sportowy (ur. 1962)
  - Gustav Peichl, austriacki architekt, karykaturzysta (ur. 1928)
  - Tuka Rocha, brazylijski kierowca wyścigowy (ur. 1982)
  - Regina Tyszkiewicz, białoruska matematyk (ur. 1929)
- 2020:
  - Edward Borysewicz, polski kolarz szosowy, trener (ur. 1939)
  - Walt Davis, amerykański lekkoatleta, skoczek wzwyż, koszykarz (ur. 1931)
  - Pim Doesburg, holenderski piłkarz, trener (ur. 1943)
  - Stanisław Dulias, polski rolnik, ekonomista, polityk, poseł na Sejm RP (ur. 1939)
  - Robert Gamble, amerykański duchowny anglikański (ur. 1937)
  - Wanda Gosławska, polska artystka plastyk, ceramiczka, rzeźbiarka (ur. 1922)
  - Stefan Kępa, polski żużlowiec (ur. 1937)
  - Stanisław Szuro, polski historyk, major (ur. 1920)
  - Roman Wiktiuk, ukraiński reżyser teatralny (ur. 1936)
- 2021:
  - Łeonid Barteniew, ukraiński lekkoatleta, sprinter (ur. 1933)
  - Marzanna Dąbrowska, polska graficzka, projektantka znaczków pocztowych, kopert FDC i kasowników okolicznościowych (ur. 1970)
  - Jacques Hamelink, holenderski prozaik, poeta, krytyk literacki (ur. 1939)
  - Teresa Kodelska-Łaszek, polska narciarka alpejska, pracownik naukowy (ur. 1929)
  - Ryszard Popow, polski malarz, rzeźbiarz (ur. 1936)
- 2022:
  - Fred Brooks, amerykański informatyk, laureat Nagrody Turinga (ur. 1931)
  - Aleksandr Gorszkow, rosyjski łyżwiarz figurowy (ur. 1946)
  - Barbara Hyla-Makowska, polska nauczycielka, polityk, poseł na Sejm RP (ur. 1946)
  - Włodzimierz Pianka, polski językoznawca, macedonista (ur. 1937)
  - Gerhard Rodax, austriacki piłkarz (ur. 1965)
  - Andrzej Rozhin, polski aktor, reżyser teatralny (ur. 1940)
  - Irineu Silvio Wilges, brazylijski duchowny katolicki, biskup Cachoeira do Sul (ur. 1936)
  - Andrzej Marek Wyrwa, polski historyk, archeolog (ur. 1955)
- 2023:
  - Seóirse Bodley, irlandzki kompozytor (ur. 1933)
  - Maciej Damięcki, polski aktor (ur. 1944)
  - Charlie Dominici, amerykański muzyk, wokalista, członek zespołu Dream Theater (ur. 1951)
  - Zdeněk Groessl, czeski siatkarz, trener, działacz sportowy (ur. 1941)
  - Henning Munk Jensen, duński piłkarz (ur. 1947)
  - Claude Kahn, francuski pianista (ur. 1935)
  - Brian Sampson, australijski kierowca wyścigowy (ur. 1935)
  - Henri Stambouli, francuski piłkarz, trener (ur. 1961)
  - Grzegorz Stellak, polski wioślarz (ur. 1951)
  - James McCaffrey, amerykański aktor, producent filmowy i telewizyjny (ur. 1958)
- 2024:
  - Bernard Chiarelli, francuski piłkarz (ur. 1934)
  - Joachim Griese, niemiecki żeglarz sportowy (ur. 1952)
  - Eugeniusz Kubiak, polski wioślarz (ur. 1939)
  - Orestes Rodríguez Vargas, peruwiański szachista (ur. 1943)
  - Artur Sarnat, polski piłkarz (ur. 1970)

## Astronomia
- Maksimum roju meteorów Leonidów.